# Club Atlético Vélez Sarsfield
Club Atlético Vélez Sarsfield (normalt bare kendt som Vélez Sarsfield) er en argentinsk fodboldklub fra hovedstaden Buenos Aires. Klubben spiller i landets bedste liga, Primera División de Argentina, og har hjemmebane på stadionet Estadio José Amalfitani. Klubben blev grundlagt den 1. januar 1910, og har siden da syv gange vundet det argentinske mesterskab, én gang Copa Libertadores, én gang Intercontinental Cup, én gang Supercopa Sudamericana, én gang Copa Interamericana og én gang Recopa Sudamericana.

## Titler
- Argentinsk mesterskab (11): 1968 (Nacional), 1993 (Clausura), 1995 (Apertura), 1996 (Clausura), 1998 (Clausura), 2005 (Clausura), 2009 (Clausura), 2011 (Clausura), 2012 (Inicial), 2012/13 (Primera División). Primera Division 2024

- Supercopa Argentina (1): 2013

- Copa Libertadores (1): 1994

- Intercontinental Cup (1) 1994

- Supercopa Sudamericana (1) 1996

- Copa Interamericana (1) 1994

- Recopa Sudamericana (1) 1997

## Kendte spillere
- Pedro Larraguy
- Carlos Bianchi
- Ricardo Gareca
- Ubaldo Fillol
- Diego Simeone
- Christian Bassedas
- Mauricio Pellegrino
- Sergio Goycochea
- Oscar Ruggeri
- Mauro Zárate
- Nicolás Otamendi
- Jonás Gutiérrez
- José Luis Chilavert

## Danske spillere
- Ingen